# Staufner Fasnatziestag
Der Staufner Fasnatziestag (von Fastnachtsdienstag) ist ein lokales Brauchtum in Oberstaufen im Landkreis Oberallgäu.

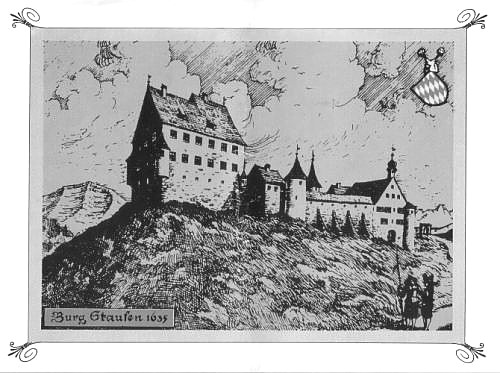
Schloss Staufen 1635

## Ursprung
Der Brauch soll an das Pestjahr 1635 erinnern. Diese Seuche wurde während des Dreißigjährigen Krieges durch kaiserliche Soldaten eingeschleppt. In Staufen starben während der über ein halbes Jahr dauernden Epidemie mehr als ein Drittel der damals rund 2000 Einwohner zählenden Bevölkerung, 350 Kinder und 356 Erwachsene, darunter ganze Familien. Die Überlebenden waren von den Soldaten ausgeplündert worden und verarmt. Damals war Graf Hugo von Königsegg-Rothenfels Inhaber der Herrschaft Staufen, die zur Grafschaft Königsegg-Rothenfels gehörte. Er soll die Söhne der verbliebenen Staufner Haushalte in sein Schloss eingeladen und bewirtet haben. Einem von ihnen habe er eine Fahne übergeben und befohlen, diese jedes Jahr am Faschingsdienstag in einem Umzug durch den Ort zu tragen. Der Tag solle als fröhlicher Festtag begangen werden, als Zeichen des Neuanfangs und mutigen Zusammenhaltens aller Überlebenden, der Not zum Trotz.
Die Originalfahne ist nicht erhalten, jedoch eine Nachbildung aus dem Jahr 1765. Sie zeigt das Allianzwappen des Reichsgrafen und seiner Frau, Maria Renata von Hohenzollern-Hechingen.

## Ablauf
Der Staufner Fasnatziestag  ist jährlich am Faschingsdienstag. An diesem Tag gibt es in dem Marktort jedoch nicht das andernorts übliche Fasnachtstreiben und Verkleidungen, sondern es wird Altstaufener Volkstracht getragen und an den Häusern Fahnen gehisst. Der traditionelle Ablauf ist genau festgelegt.
Ab acht Uhr morgens versammeln sich die unverheirateten jungen Männer des Ortes, sowie die Altfähnriche und Altvizefähnriche und die amtierende Fahnensektion mit den Föhla (jungen Mädchen) zunächst im Hause des Fähnrichs. Der sogenannte „Butz“, eine mit dem „Fleckenhäs“ harlekinartig kostümierte Figur, reinigt mit seinem Besen die ankommenden Festteilnehmer und die Hausgänge symbolisch von der Pest. Die traditionelle „Morgensuppe“ wird den geladenen Gästen serviert. Stammt der Fähnricht nicht aus dem Flecken – also der Ortsmitte – dient traditionell die „Einkehr“ als Fähnrichtshaus. Die Altchargierten und die Blasmusik treffen sich derweil in einem Café.
Um zehn Uhr wird dann der Festzug mit Blasmusik und Trommlercorps am Fähnrichshaus zusammengestellt. Von dort geht der Umzug durch den Marktort, unter Führung des besenschwingenden und tanzenden „Butzen“, der wieder die Straße, Festteilnehmer und Zaungäste symbolisch von der Krankheit säubert. Dahinter marschieren der Tambourmajor, die Trommler, Blasmusiker, Altvizefähnriche, Altfähnriche, der Fähnrich mit den Fahnenbrüdern, die Föhla und die ledigen Burschen des Ortes.
Vor der Pfarrkirche St. Peter und Paul gedenkt nach einem Trommelwirbel bei gesenkter Fahne, der Fähnrich im „Prolog“ aller Staufner Bürger, die in den vergangenen Kriegen starben und jenen, die in den vergangenen Jahrhunderten treu zur Fahne, zur Heimat und den alten Überlieferungen standen. Dann schwingt der Fähnrich die Fahne je dreimal in beide Richtungen über seinem Haupt und erinnert an die Entstehung des Brauches und seinen Stifter. Zum Abschluss ruft er: „Am heutigen Tage sollen uns vereinen nach altem Staufner Brauch: Frohsinn, Freundschaft und Ehrbarkeit“. Das ist das Zeichen für die Teilnehmer, sich zum Festlokal aufzumachen, wo ein Frühschoppen mit Blasmusik beginnt. Zur Belustigung der Besucher tränzelt der „Butz“ in den Lokalen zur Musik.
Um 12 Uhr wird an einer festlichen Tafel gemeinsam zu Mittag gegessen, nur der Butz sitzt an einem kleinen Extratisch und muss aus einem einfachen Tongefäß essen. Diese Geste soll an die von der Pest Befallenen und daher als Aussätzige Gemiedenen erinnern. Nach dem Mahl wird durch die Sektion die traditionelle Française, ein Gesellschaftstanz, aufgeführt.
Um drei Uhr nachmittags ziehen die jungen Burschen und verheirateten Männer gemeinsam durch den Ort. An der Kirche treffen sie die dort wartenden Föhla (Mädchen), die sich dann einen der verheirateten Männer aussuchen. Arm in Arm gehen die Paare dann zu einer Gaststätte, wo die „Matour“ (Männertour) gefeiert wird. Seit 1919 gibt es zudem auch den umgekehrten Vorgang: Die Buebe ziehen weiter und treffen die verheirateten Frauen. In dieser „Wibertour“ (Frauentour) werden dann die Buebe von den verheirateten Frauen in einem Tanzlokal bewirtet. Das ganze wird „Ma- und Wibertour“ (Männer- und Weibertour) genannt. Der Butz bewacht derweil die beiden Festlokale und lässt keine Unbefugten hinein. Nach 17 Uhr treffen sich dann alle Teilnehmer zum gemeinsamen Tanz.
Anschließend folgt ein weiterer Umzug mit Trommlern bis zur Kirche. Dort wird um den Butz ein Kreis gebildet. Dieser läuft dreimal die Runde entlang und „stirbt“ dann zeitgleich zum abendlichen Gebetsläuten um 18 Uhr auf einem Reisighaufen den plötzlichen Pesttod. Nach einem Trommelwirbel wird er weggetragen. Unter Führung der Trommler und des Fähnrichs mit der Brauchtumsfahne ziehen alle Teilnehmer in der hereinbrechenden Dunkelheit mit Fackeln zum Haus des Fähnrichs. Im Kurhaus folgt dann bis Mitternacht ein den Fasnatziestag abschließendes allgemeines Tanzvergnügen.